# Taekwondo-Europameisterschaften 2023
Die Taekwondo-Europameisterschaften in den olympischen Gewichtsklassen 2023 fanden vom 24. bis 26. August 2023 in der estnischen Stadt Tallinn statt. Veranstaltet wurden die Titelkämpfe von der European Taekwondo Union (ETU). Insgesamt fanden acht Wettbewerbe in den jeweils vier olympischen Gewichtsklassen der Frauen und Männer statt.
Erfolgreichste Nation war Serbien mit dreimal Gold und fünfmal Bronze, vor der Ukraine und Aserbaidschan.

## Medaillengewinner

### Frauen
| Gewichtsklasse | Gold                | Silber                | Bronze                |
| -------------- | ------------------- | --------------------- | --------------------- |
| − 49 kg        | Vanja Stanković     | Indra Bodén           | Rivka Bayech          |
| − 49 kg        | Vanja Stanković     | Indra Bodén           | Ada Avdagić           |
| − 57 kg        | Nadja Tesic         | Diana Krusch          | Hana Flegrowa         |
| − 57 kg        | Nadja Tesic         | Diana Krusch          | Ela Marić             |
| − 67 kg        | Aleksandra Perišić  | Petra Bobina Štolbová | Nadina Mehmedovic     |
| − 67 kg        | Aleksandra Perišić  | Petra Bobina Štolbová | Cecilia Castro Burgos |
| + 67 kg        | Kalina Bojadschiewa | Aleksandra Kowalczuk  | Dagmara Haremza       |
| + 67 kg        | Kalina Bojadschiewa | Aleksandra Kowalczuk  | Nadica Božanić        |

### Männer
| Gewichtsklasse | Gold                     | Silber               | Bronze           |
| -------------- | ------------------------ | -------------------- | ---------------- |
| − 58 kg        | Gashim Magomedov         | Aymen Achnine        | Lev Korneew      |
| − 58 kg        | Gashim Magomedov         | Aymen Achnine        | Serghei Uscow    |
| − 68 kg        | Imran Özkaya             | Aserbaidschan        | Omer Dawoud      |
| − 68 kg        | Imran Özkaya             | Aserbaidschan        | Nimrod Krivitzky |
| − 80 kg        | Kostjantyn Kostenewytsch | Surab Kinzuraschwili | Stefan Takow     |
| − 80 kg        | Kostjantyn Kostenewytsch | Surab Kinzuraschwili | Kyrylo Hubanow   |
| + 80 kg        | Andrij Harbar            | Aserbaidschan        | Artem Harbar     |
| + 80 kg        | Andrij Harbar            | Aserbaidschan        | Milos Golubović  |